# 五所川原市立図書館
五所川原市立図書館（ごしょがわらしりつとしょかん）は、青森県五所川原市字栄町にある公共図書館である。なお、本項では、便宜上、栄町の施設を本館と記述する。

## 沿革
- 1966年（昭和41年）4月1日 - 五所川原中央公民館内に本館創立[3]。当時の蔵書数は約2700冊。
- 1976年（昭和51年）10月 - 現在地に本館建設着工。
- 1977年（昭和52年）
  - 6月11日 - 本館の菊ヶ丘運動公園内への移転のため、7月19日まで休館[4]。
  - 7月1日 - 本館が竣工。
  - 7月20日 - 本館が現在地に開館。当時の開館時間は10時～16時30分、休館日は月曜日・祝日・年末年始[5]。
- 2002年（平成14年）4月 - 本館の冬時間廃止と開館時間の延長実施。
- 2003年（平成15年）4月 - 一部祝日開館（祝日を含む三連休時）の開始。
- 2004年（平成16年）
  - 10月1日 - 伊藤忠吉記念図書館創設。
  - 10月15日 - 伊藤忠吉記念図書館開館。
- 2005年（平成17年）3月28日 - 金木町、市浦村との合併により伊藤忠吉記念図書館、市浦村役場図書室も同市立図書館分館になる。
- 2017年（平成29年）7月20日 - 本館開館40周年を記念し、キャラクター「司書のリバリー」を制定[6]。
- 2021年（令和3年）
  - 5月6日 - 伊藤忠吉記念図書館を五所川原市立図書館金木分館と改称し、市役所金木総合支所内に移転。なお、旧伊藤忠吉記念図書館の建物自体は、蔵書の倉庫として存続する[7][8]。
  - 9月 - 新型コロナウイルス感染拡大抑止に関する青森県の要請に伴い、丸々1か月休館の措置を採る。

## 図書館サービス
本館では、国立国会図書館デジタルコレクションや歴史的音源の図書館送信サービスに、県内の図書館としては早くから参加している。これらのサービスにより、インターネットで閲覧できない絶版本や貴重書の一部を閲覧・視聴することができる。

## 分館・所在地
- 金木分館（旧:伊藤忠吉記念図書館）

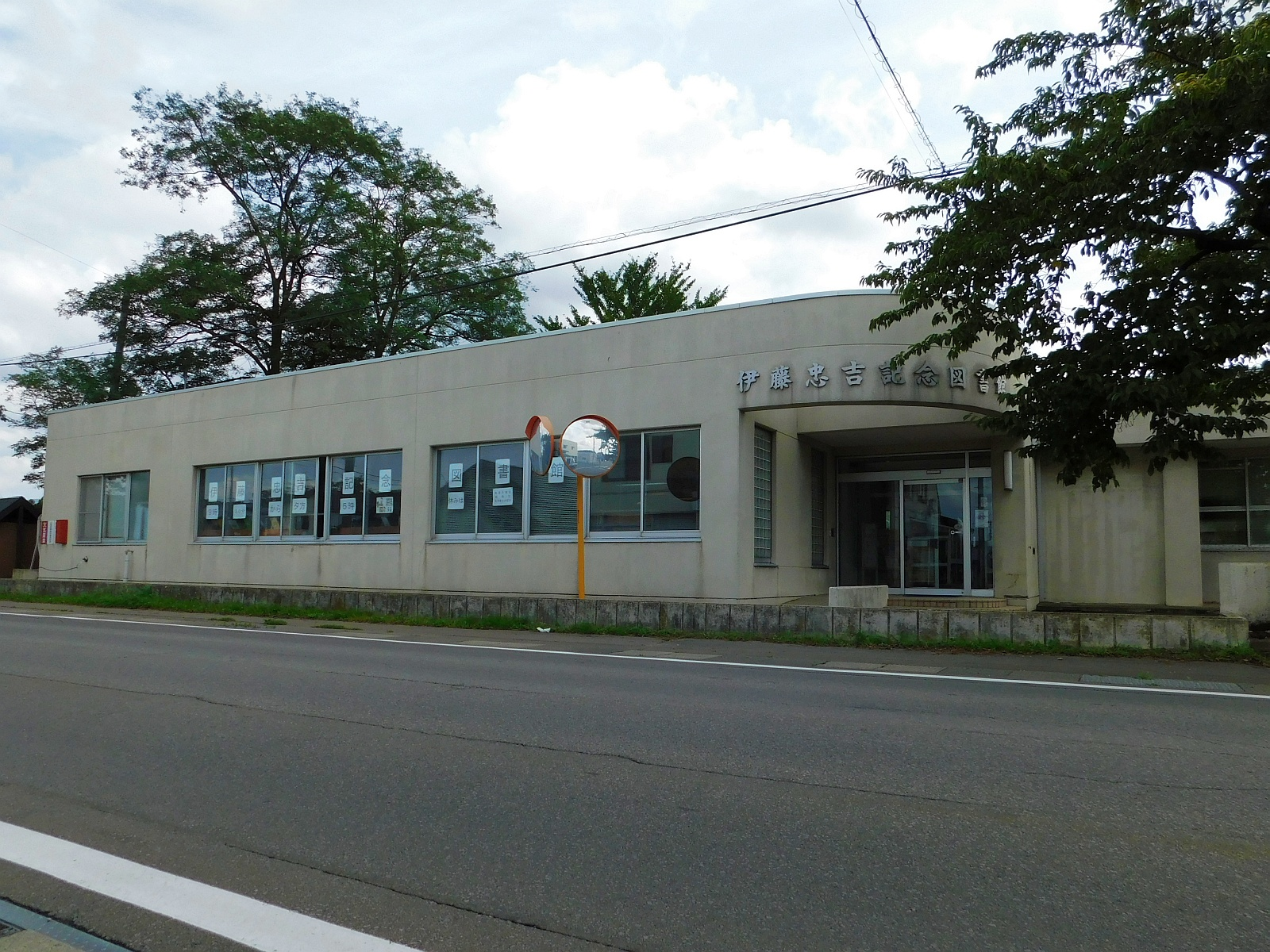
伊藤忠吉記念図書館（2021年5月5日まで）

  - 五所川原市金木町朝日山319-1の五所川原市役所金木支所内
- 市浦分館
  - 五所川原市相内349-1の五所川原市役所市浦支所内

## 開館時間
本館
- 火曜～金曜（第三木曜除く） - 9:30～18:00
- 土日祝日 - 9:30～17:00
  - ただし、2階部分は17:00（「一般閲覧室」のみ土日祝日は16:50）まで。

金木分館
- 平日（第三木曜除く） - 9:30～17:00

市浦分館
- 平日（第三木曜除く） - 9:30～17:00

## 休館日
本館
- 月曜・第三木曜・年末年始・蔵書整理日（6月中の10日間）
  - ただし、月曜・第三木曜が祝日と重なる場合は直後の平日が休館日となる。

金木分館
- 市役所金木庁舎閉庁日・第三木曜・蔵書整理日（6月中の10日間）

市浦分館
- 市役所市浦庁舎閉庁日・第三木曜・蔵書整理日（6月中の10日間）

## アクセス
本館
- 津軽自動車道五所川原ICから約3.7km、車で約6分。
- JR東日本五能線五所川原駅・津軽鉄道津軽五所川原駅から約1.8km、車で約3分・徒歩30分。
- 弘南バス
  - 商店街循環バス ELM - 若葉環状線「菊ヶ丘運動公園前」バス停下車後、
    - 中央5丁目経由ELM行バス停ポールから、徒歩約120m・約2分。
    - つがる総合病院前・若葉・十川駅前経由ELM行バス停ポールから、徒歩約160m・約2分（さくら保育園前の市道湊寺町線をまたぐ横断歩道経由）。

  - 一般路線バス「市営住宅前」（国道101号上）バス停下車後、徒歩約640m・約10分。
  - 一般路線バス「市営住宅前」（国道339号上）バス停下車後、徒歩約715m・約11分。

金木分館
- 五所川原市役所#金木総合支所の「アクセス」の項を参照。

市浦分館
- 五所川原市役所#市浦総合支所の「アクセス」の項を参照。